# Liste der Biografien/Murn
Liste der Biografien |
Portal Biografien |
Personensuche
# |
A |
B |
C |
D |
E |
F |
G |
H |
I |
J |
K |
L |
M |
N |
O |
P |
Q |
R |
S |
T |
U |
V |
W |
X |
Y |
Z |
?
 
Ma |
Mb |
Mc |
Md |
Me |
Mf |
Mg |
Mh |
Mi |
Mj |
Mk |
Ml |
Mm |
Mn |
Mo |
Mp |
Mq |
Mr |
Ms |
Mt |
Mu |
Mv |
Mw |
Mx |
My |
Mz
 
Mua |
Mub |
Muc |
Mud |
Mue |
Muf |
Mug |
Muh |
Mui |
Muj |
Muk |
Mul |
Mum |
Mun |
Muo |
Mup |
Muq |
Mur |
Mus |
Mut |
Muu |
Muv |
Muw |
Mux |
Muy |
Muz
 
Mura |
Murb |
Murc |
Murd |
Mure |
Murf |
Murg |
Murh |
Muri |
Murj |
Murk |
Murl |
Murm |
Murn |
Muro |
Murp |
Murr |
Murs |
Murt |
Muru |
Murv |
Murw |
Mury |
Murz
Die Liste der Biografien führt alle Personen auf, die in der deutschsprachigen Wikipedia einen Artikel haben. Dieses ist eine Teilliste mit 23 Einträgen von Personen, deren Namen mit den Buchstaben „Murn“ beginnt.

## Murn
- Murn, Aleš (* 1980), slowenischer Badmintonspieler
- Murn, Josip (1879–1901), slowenischer Lyriker
- Murn, Uroš (* 1975), slowenischer Radrennfahrer

### Murna
- Murnaghan, Francis (1893–1976), US-amerikanischer Mathematiker
- Murnan, Joe (* 1983), englischer Dartspieler
- Murnane O’Connor, Jennifer (* 1966), irische Politikerin (Fianna Fáil)
- Murnane, Dylan (* 1995), australischer Fußballspieler
- Murnane, Gerald (* 1939), australischer Schriftsteller
- Murnane, Margaret (* 1959), irisch-amerikanische Physikerin (Laserphysik, Atom- und Molekülphysik)
- Murnane, Richard (* 1945), US-amerikanischer Bildungsökonom und Hochschullehrer
- Murnau, Friedrich Wilhelm (1888–1931), deutscher RegisseurFriedrich Wilhelm Murnau (1888–1931)

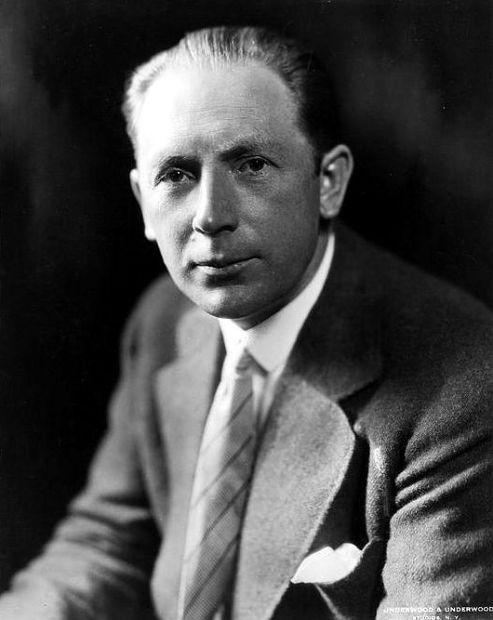
Friedrich Wilhelm Murnau (1888–1931)

### Murnb
- Murnberger, Wolfgang (* 1960), österreichischer Filmregisseur

### Murne
- Murner, Beatus (* 1492), deutscher Buchdrucker
- Mürner, Christian (* 1948), Autor und Behindertenpädagoge
- Mürner, François (* 1949), Schweizer Hörfunkmoderator
- Mürner, Irène (* 1972), Schweizer Krimiautorin, Stadtzürcher Polizistin
- Murner, Thomas (* 1475), katholischer Publizist und Dichter
- Mürner-Gilli, Brigitte (* 1944), Schweizer Politikerin

### Murni
- Mūrniece, Ināra (* 1970), lettische Politikerin und Journalistin
- Murnik, Ivan (1839–1913), österreichischer Politiker sowie Beamter
- Murnik, Othmar (1835–1901), österreichischer Abt
- Murnik, Peter (* 1965), US-amerikanischer Schauspieler
- Murnin, Andrei Alexandrowitsch (* 1985), russischer Fußballspieler